# Баранов, Михаил Владимирович
Михаи́л Влади́мирович Бара́нов (род. 7 марта 1961) — российский дипломат. Чрезвычайный и полномочный посол (2023).

## Биография
Окончил МГИМО МИД СССР (1983). На дипломатической работе с 1983 года. Владеет английским и китайским языками.
- В 1983—1989 годах — сотрудник Посольства СССР в Китае.
- В 1993—1997 и 1999—2004 годах — сотрудник Посольства России в Китае.
- В 2005—2007 годах — заместитель директора Первого департамента Азии МИД России.
- В 2007—2011 годах — советник-посланник Посольства России в Таиланде.
- С мая 2011 по июнь 2014 года — заместитель директора Первого департамента Азии МИД России.
- С 27 июня 2014 по 6 сентября 2019 года — чрезвычайный и полномочный посол Российской Федерации в Лаосе[1][2].
- В 2019—2023 годах — заместитель директора Первого департамента Азии МИД России.
- 9 сентября 2022 года появились сообщения об аресте Михаила Владимировича Баранова 1961 года рождения по обвинению в государственной измене. До этого, в августе 2022 года был арестован Игорь Кондратский, полный тезка которого занимался в МИД России исследованием ядерного потенциала стран Азии.[3] Однако, речь шла о его полном тезке [4].
- С 17 января 2023 года — чрезвычайный и полномочный посол Российской Федерации в Брунее[5].

## Дипломатический ранг
- Чрезвычайный и полномочный посланник 2 класса (18 июля 2007)[6].
- Чрезвычайный и полномочный посланник 1 класса (10 февраля 2017)[7].
- Чрезвычайный и полномочный посол (9 июня 2023)[8].

## Награды
- Орден Дружбы (2 июня 2022) — За большой вклад в реализацию внешнеполитического курса Российской Федерации и многолетнюю добросовестную дипломатическую службу[9].